# تیپتون (کانزاس)
تیپتون (به انگلیسی: Tipton) شهری در ایالت کانزاس کشور ایالات متحده آمریکا است که جمعیت آن در سرشماری سال ۲۰۱۰ میلادی، ۲۱۰ نفر بوده‌است.